# Nhật Bản xâm chiếm Davao
Cuộc hành quân xâm lược Davao của Nhật Bản (Tiếng Philippines: Paglusob ng mga Hapones sa Davao, Jolo at Arkipelago ng Sulu, Tiếng Cebu: Pagsulong sa Hapon sa Davao, Jolo ug Kapuloan sa Sulu) và trên Jolo thuộc quần đảo Sulu vào ngày 19 tháng 12 năm 1941 là một trong các cuộc đổ bộ trước của quân đội Nhật Bản như là bước đầu tiên của Chiến dịch xâm lược Philippines. Mục đích là để cắt đứt khả năng tiếp viện đến Luzon từ phía nam và hoàn thành việc bao vây các lực lượng Mỹ ở đó, với mục đích thứ yếu là thiết lập một căn cứ mà từ đó Tập đoàn quân 16 Nhật Bản có thể phát động chiến dịch xâm lược Bắc Borneo thuộc Anh và Đông Ấn Hà Lan. Cuộc hành quân xâm lược Philippines đầu tiên là tại đảo Batan diễn ra vào ngày 8 tháng 12 năm 1941. Tiếp theo là Vigan, Aparri, Legaspi, Davao, và Jolo trong vài ngày tiếp theo.

## Bố trí lực lượng
Thành phố Davao là trung tâm kinh tế của miền Nam Mindanao, và trước khi chiến tranh nổ ra là trung tâm định cư và hoạt động kinh tế của Nhật Bản tại Philippines. Đối với cuộc hành quân xâm lược lần này, Thiếu tướng Shizuo Sakaguchi tư lệnh Sư đoàn 56 Nhật Bản đã tổ chức hai phân đội với tổng cộng 5,000 người. Biệt đội Miura, do Trung tá Toshio Miura chỉ huy bao gồm Tiểu đoàn 1 thuộc Trung đoàn Bộ binh 33, và Biệt đội Sakaguchi, do Sakaguchi trực tiếp chỉ huy, bao gồm Trung đoàn Bộ binh 146, cùng với một tiểu đoàn tiểu đoàn thiết giáp và pháo binh. Trong khi Tập đoàn quân 14 Nhật Bản chịu trách nhiệm đánh chiếm Philippines, lực lượng của Sakaguchi thuộc Tập đoàn quân 16 Nhật Bản và dự kiến sẽ tiếp tục tiến về phía nam đến Tarakan thuộc Đông Ấn Hà Lan qua Jolo ở quần đảo Sulu sau khi Davao được an toàn. Đối với phần đánh chiếm Jolo, Sakaguchi sẽ được hỗ trợ bởi đơn vị Kure SNLF, là đơn vị vừa hoàn thành nhiệm vụ trong việc đảm bảo an toàn tại Legazpi.
Khu vực Davao về lý thuyết được bảo vệ bởi 2,000 người thuộc Trung đoàn Bộ binh 101 Philippines, do Trung tá Roger B Hilsman chỉ huy. Cũng như các đơn vị khác trong Quân đội Philippines, lực lượng này chỉ được huấn luyện một phần và thiếu trang thiết bị nghiêm trọng.
Davao là mối quan tâm của Hải quân Đế quốc Nhật Bản, vì nó có một căn cứ của Hải quân Mỹ và chỉ cách trung tâm quân sự lớn của Nhật Bản ở Tây Nam Thái Bình Dương, Palau 500 dặm. Tuy nhiên, vào lúc bắt đầu chiến tranh, chỉ có tàu chở thuỷ phi cơ USS William B. Preston, với ba máy bay Consolidated PBY đang hoạt động ở cảng. Không biết được điều này, vào ngày 8 tháng 12, Nhật Bản đã tung ra một cuộc tấn công vào Davao, với 13 máy bay ném bom B5N1 và 9 máy bay tiêm kích A5M4 xuất phát từ tàu sân bay Ryūjō, với các khu trục hạm Hayashio, Kuroshio, Oyashio và Natsushio chạy với tốc độ cao đến lối vào cảng Davao để bắt giữ bất kỳ tàu nào trốn thoát. Cuộc không kích có phần thất bại, vì các phi công Nhật Bản thậm chí không nhận ra William B. Preston là một tàu chiến và chỉ tiêu diệt được hai chiếc PBY (chiếc còn lại đang thực hiện một nhiệm vụ vào lúc đó).

## Đổ bộ và kết quả
Lực lượng đổ bộ Nhật Bản dưới quyền chỉ huy chung của Chuẩn Đô đốc Raizo Tanaka rời Palau vào ngày 17 tháng 12 bao gồm 5 tàu vận tải, được hộ tống bởi tuần dương hạm hạng nhẹ Jintsu và 6 khu trục hạm (Amatsukaze, Hatsukaze, Kuroshio, Oyashio, Hayashio và Natsushio), cùng với tàu sân bay Ryūjō và tàu chở thuỷ phi cơ Chitose, cùng các tuần dương hạm Nachi, Haguro và Myōkō yểm trợ từ xa. Chiều ngày 19 tháng 12, Ryūjō phóng các máy bay ném bom tiêu diệt đài phát thanh tại mũi San Augustin, và Chitose tung máy bay trinh sát bay qua Davao.
Các tàu vận tải Nhật Bản đến Davao lúc nửa đêm, và cuộc đổ bộ bắt đầu từ 04:00, với Biệt đội Miura đổ bộ lên phía bắc, và Biệt đội Sakaguchi đổ bộ về phía tây nam thành phố. Đối thủ duy nhất là một đội súng máy, tấn công vào Biệt đội Miura trước khi nó bị tiêu diệt bởi một quả đạn pháo bắn trực tiếp từ một khu trục hạm Nhật Bản. Tuy nhiên, vì Biệt đội Miura hứng chịu thương vong, Sakaguchi buộc phải huy động lực lượng dự bị mà ông đang giữ lại cho phần đánh chiếm Jolo trong chiến dịch. Lúc 10:30, Đại tá Hilsmen kéo người của mình rởi khỏi thành phố về phía tây bắc vào những ngọn đồi. Đến 15:00, cả thành phố và sân bay đều thất thủ, và vào buổi tối, một căn cứt thuỷ phi cơ được xây dựng ở phía nam của khu vực đô thị. Vào ngày 20 tháng 12, khi Sakaguchi đang tổ chức lại lực lượng của mình thành 9 tàu vận tải cho cuộc đổ bộ lên đảo Jolo, ông bị tấn công bởi một lực lượng gồm 9 máy bay ném bom Boeing B-17 Flying Fortress của Không lực Hoa Kỳ xuất phát từ Darwin, Úc. Do tầm nhìn kém, cuộc ném bom này ít gây ra thiệt hại. Lực lượng đổ bộ Jolo khởi hành từ Davao vào ngày 23 tháng 12, đến nơi vào chiều ngày 24 tháng 12.
Jolo, thủ đô của Vương quốc Hồi giáo Sulu cũ, chỉ được bảo vệ bởi 300 thành viên của Cảnh sát Philippines. Quân Nhật đổ bộ vào sáng ngày 25 tháng 12 mà không gặp kháng cự nào.

## Hậu quả
Cuộc đổ bộ trước của người Nhật ở miền nam Mindanao và đảo Sulu có rất ít và không ảnh hưởng đến toàn bộ chiến dịch Philippines, nhưng lại đặt quân Nhật vào một vị trí tốt cho kế hoạch đánh chiếm Borneo và Đông Ấn Hà Lan vào đầu năm 1942.